# Mylothris rembina
Mylothris rembina är en fjärilsart som först beskrevs av Carl Plötz 1880.  Mylothris rembina ingår i släktet Mylothris och familjen vitfjärilar. Inga underarter finns listade i Catalogue of Life.